# Kashiwagi Yōsuke
Kashiwagi Yōsuke (柏木 陽介 (Bách-Mộc Dương-Giới) Kashiwagi Yōsuke, sinh ngày 15 tháng 12 năm 1987) là một cầu thủ bóng đá người Nhật Bản hiện tại thi đấu cho Urawa Red Diamonds.

## Thống kê sự nghiệp

### Câu lạc bộ
Tính đến trận đấu diễn ra ngày 18 tháng 4 năm 2018
| Câu lạc bộ          | Mùa giải            | Giải vô địch | Giải vô địch | Cúp Hoàng đế Nhật Bản | Cúp Hoàng đế Nhật Bản | J. League Cup | J. League Cup | ACL     | ACL       | Khác1   | Khác1     | Tổng    | Tổng      |
| Câu lạc bộ          | Mùa giải            | Số trận      | Bàn thắng    | Số trận               | Bàn thắng             | Số trận       | Bàn thắng     | Số trận | Bàn thắng | Số trận | Bàn thắng | Số trận | Bàn thắng |
| ------------------- | ------------------- | ------------ | ------------ | --------------------- | --------------------- | ------------- | ------------- | ------- | --------- | ------- | --------- | ------- | --------- |
| Sanfrecce Hiroshima | 2005                | 0            | 0            | 0                     | 0                     | 1             | 0             | -       | -         | -       | -         | 1       | 0         |
| Sanfrecce Hiroshima | 2006                | 17           | 1            | 1                     | 0                     | 1             | 0             | -       | -         | -       | -         | 19      | 1         |
| Sanfrecce Hiroshima | 2007                | 31           | 5            | 4                     | 1                     | 7             | 0             | -       | -         | 2       | 0         | 44      | 6         |
| Sanfrecce Hiroshima | 2008                | 31           | 4            | 4                     | 0                     | -             | -             | -       | -         | -       | -         | 35      | 4         |
| Sanfrecce Hiroshima | 2009                | 33           | 8            | 2                     | 1                     | 5             | 3             | -       | -         | -       | -         | 40      | 12        |
| Sanfrecce Hiroshima | Tổng                | 112          | 18           | 11                    | 2                     | 14            | 3             | -       | -         | 2       | 0         | 139     | 23        |
| Urawa Red Diamonds  | 2010                | 34           | 4            | 3                     | 0                     | 6             | 0             | -       | -         | -       | -         | 43      | 4         |
| Urawa Red Diamonds  | 2011                | 31           | 5            | 2                     | 1                     | 6             | 1             | -       | -         | -       | -         | 39      | 7         |
| Urawa Red Diamonds  | 2012                | 30           | 6            | 3                     | 0                     | 6             | 1             | -       | -         | -       | -         | 39      | 7         |
| Urawa Red Diamonds  | 2013                | 34           | 8            | 0                     | 0                     | 5             | 0             | 6       | 1         | –       | –         | 45      | 9         |
| Urawa Red Diamonds  | 2014                | 33           | 3            | 2                     | 0                     | 8             | 1             | –       | –         | –       | –         | 43      | 4         |
| Urawa Red Diamonds  | 2015                | 34           | 5            | 2                     | 0                     | 2             | 0             | 5       | 0         | 2       | 0         | 45      | 5         |
| Urawa Red Diamonds  | 2016                | 35           | 5            | 1                     | 0                     | 1             | 0             | 7       | 0         | 2       | 0         | 46      | 5         |
| Urawa Red Diamonds  | 2017                | 27           | 5            | 0                     | 0                     | 0             | 0             | 10      | 1         | 1       | 0         | 28      | 6         |
| Urawa Red Diamonds  | 2018                | 7            | 0            | 0                     | 0                     | 1             | 0             | 0       | 0         | 0       | 0         | 8       | 0         |
| Urawa Red Diamonds  | Tổng                | 265          | 41           | 13                    | 1                     | 35            | 3             | 82      | 2         | 5       | 0         | 336     | 47        |
| Tổng cộng sự nghiệp | Tổng cộng sự nghiệp | 377          | 59           | 24                    | 3                     | 49            | 6             | 28      | 2         | 7       | 0         | 475     | 70        |

1Bao gồm J. League Promotion/Relegation Series, J. League Championship và Siêu cúp Nhật Bản.

### Quốc tế
Tính đến 2 tháng 9 năm 2011
| Đội tuyển quốc gia | Năm | Số trận | Bàn thắng |
| ------------------ | --- | ------- | --------- |
| U-20 Nhật Bản      |     |         |           |
| 2005               | 2   | 0       |           |
| 2006               | 6   | 3       |           |
| 2007               | 4   | 0       |           |
| Tổng               | 12  | 3       |           |
| U-22 Nhật Bản      |     |         |           |
| 2007               | 6   | 0       |           |
| Tổng               | 6   | 0       |           |
| Nhật Bản           |     |         |           |
| 2010               | 1   | 0       |           |
| 2011               | 2   | 0       |           |
| Tổng               | 3   | 0       |           |

| Số lần ra sân và bàn thắng quốc tế | Số lần ra sân và bàn thắng quốc tế | Số lần ra sân và bàn thắng quốc tế                           | Số lần ra sân và bàn thắng quốc tế | Số lần ra sân và bàn thắng quốc tế | Số lần ra sân và bàn thắng quốc tế | Số lần ra sân và bàn thắng quốc tế                                 |
| #                                  | Date                               | Venue                                                        | Opponent                           | Kết quả                            | Goal                               | Competition                                                        |
| 2005                               | 2005                               | 2005                                                         | 2005                               | 2005                               | 2005                               | 2005                                                               |
| ---------------------------------- | ---------------------------------- | ------------------------------------------------------------ | ---------------------------------- | ---------------------------------- | ---------------------------------- | ------------------------------------------------------------------ |
|                                    | 23 tháng 11                        | Sân vận động KKWing, Kumamoto, Nhật Bản                      | U-18 Trung Hoa Đài Bắc             | 5–0                                | 0                                  | Giải vô địch bóng đá trẻ châu Á 2006 qualification / U-18 Nhật Bản |
|                                    | 27 tháng 11                        | Sân vận động KKWing, Kumamoto, Nhật Bản                      | North Korea U18                    | 1–0                                | 0                                  | Giải vô địch bóng đá trẻ châu Á 2006 qualification / U-18 Nhật Bản |
| 2006                               |                                    |                                                              |                                    |                                    |                                    |                                                                    |
|                                    | 29 tháng 10                        | Sân vận động Sree Kanteerava, Bangalore, Ấn Độ               | North Korea U19                    | 2–0                                | 1                                  | Giải vô địch bóng đá trẻ châu Á 2006 / U-19 Nhật Bản               |
|                                    | 31 tháng 10                        | Sân vận động Sree Kanteerava, Bangalore, Ấn Độ               | Tajikistan U19                     | 4–0                                | 1                                  | Giải vô địch bóng đá trẻ châu Á 2006 / U-19 Nhật Bản               |
|                                    | 2 tháng 11                         | Sân vận động Sree Kanteerava, Bangalore, Ấn Độ               | U-19 Iran                          | 1–2                                | 0                                  | Giải vô địch bóng đá trẻ châu Á 2006 / U-19 Nhật Bản               |
|                                    | 6 tháng 11                         | Sân vận động Sree Kanteerava, Bangalore, Ấn Độ               | Saudi Arabia U19                   | 2–1                                | 0                                  | Giải vô địch bóng đá trẻ châu Á 2006 / U-19 Nhật Bản               |
|                                    | 9 tháng 11                         | Salt Lake Stadium, Kolkata, Ấn Độ                            | Hàn Quốc U19                       | 2–2                                | 0                                  | Giải vô địch bóng đá trẻ châu Á 2006 / U-19 Nhật Bản               |
|                                    | 12 tháng 11                        | Salt Lake Stadium, Kolkata, Ấn Độ                            | North Korea U19                    | 1–1                                | 1                                  | Giải vô địch bóng đá trẻ châu Á 2006 / U-19 Nhật Bản               |
| 2007                               |                                    |                                                              |                                    |                                    |                                    |                                                                    |
|                                    | 1 tháng 7                          | Royal Athletic Park, Victoria, Canada                        | Scotland U20                       | 3–1                                | 0                                  | Giải vô địch bóng đá U-20 thế giới 2007 / U-20 Nhật Bản            |
|                                    | 4 tháng 7                          | Royal Athletic Park, Victoria, Canada                        | Costa Rica U20                     | 1–0                                | 0                                  | Giải vô địch bóng đá U-20 thế giới 2007 / U-20 Nhật Bản            |
|                                    | 7 tháng 7                          | Royal Athletic Park, Victoria, Canada                        | Nigeria U20                        | 0–0                                | 0                                  | Giải vô địch bóng đá U-20 thế giới 2007 / U-20 Nhật Bản            |
|                                    | 11 tháng 7                         | Royal Athletic Park, Victoria, Canada                        | Czech Republic U20                 | 2–2                                | 0                                  | Giải vô địch bóng đá U-20 thế giới 2007 / U-20 Nhật Bản            |
|                                    | 22 tháng 8                         | Sân vận động Olympic Quốc gia, Tokyo, Nhật Bản               | Vietnam U22                        | 1–0                                | 0                                  | Vòng loại Thế vận hội Mùa hè 2008 / U-22 Nhật Bản                  |
|                                    | 8 tháng 9                          | Sân vận động Hoàng tử Mohamed bin Fahd, Dammam, Saudi Arabia | Saudi Arabia U22                   | 0–0                                | 0                                  | Vòng loại Thế vận hội Mùa hè 2008 / U-22 Nhật Bản                  |
|                                    | 12 tháng 9                         | Sân vận động Olympic Quốc gia, Tokyo, Nhật Bản               | Qatar U22                          | 1–0                                | 0                                  | Vòng loại Thế vận hội Mùa hè 2008 / U-22 Nhật Bản                  |
|                                    | 17 tháng 10                        | Sân vận động Jassim Bin Hamad, Doha, Qatar                   | Qatar U22                          | 1–2                                | 0                                  | Vòng loại Thế vận hội Mùa hè 2008 / U-22 Nhật Bản                  |
|                                    | 17 tháng 11                        | Sân vận động Quốc gia Mỹ Đình, Hà Nội, Việt Nam              | Vietnam U22                        | 4–0                                | 0                                  | Vòng loại Thế vận hội Mùa hè 2008 / U-22 Nhật Bản                  |
|                                    | 21 tháng 11                        | Sân vận động Olympic Quốc gia, Tokyo, Nhật Bản               | Saudi Arabia U22                   | 0–0                                | 0                                  | Vòng loại Thế vận hội Mùa hè 2008 / U-22 Nhật Bản                  |
| 2010                               |                                    |                                                              |                                    |                                    |                                    |                                                                    |
| 1.                                 | 6 tháng 1                          | Ali Muhesen Stadium, Sana'a, Yemen                           | Yemen                              | 3–2                                | 0                                  | Vòng loại Cúp bóng đá châu Á 2011                                  |
| 2011                               |                                    |                                                              |                                    |                                    |                                    |                                                                    |
| 2.                                 | 17 tháng 1                         | Ahmed bin Ali Stadium, Al Rayyan, Saudi Arabia               | Ả Rập Xê Út                        | 5–0                                | 0                                  | Cúp bóng đá châu Á 2011                                            |
|                                    | 29 tháng 3                         | Sân vận động Nagai, Osaka, Nhật Bản                          | Selection of J. League             | 2–1                                | 0                                  | Tōhoku earthquake Charity Match                                    |
| 3.                                 | 2 tháng 9                          | Sân vận động Saitama 2002, Saitama, Nhật Bản                 | CHDCND Triều Tiên                  | 1–0                                | 0                                  | Vòng loại giải vô địch bóng đá thế giới 2014                       |

## Danh hiệu

### Câu lạc bộ
Sanfrecce Hiroshima
- J. League Division 2: 2008

Urawa Red Diamonds
- Giải vô địch bóng đá các câu lạc bộ châu Á: 2017
- J. League Cup: 2016

### Nhật Bản
- Cúp bóng đá châu Á: 2011

### Cá nhân
- Đội hình tiêu biểu J. League: 2016

## Đời sống cá nhân
Vào tháng 3 năm 2016, he thông báo rằng he had married Nagisa Sato, a TBS announcer.